# 金台瑞
金台瑞（朝鲜语：김태서，？—1257年）是全州金氏的祖先，是新罗敬顺王的第4子金殷说的8世孙。

## 相关记载
《金台瑞墓碑》记载：高丽中期金紫光禄大夫、太尉、门下侍郎平章事、宝文阁大提学......谥文莊，金公台瑞之墓，君夫人海州崔氏附左。说明那时金台瑞一支在高麗的实力还是很强大的。参加过高丽蒙古战争。